# Verseilles-le-Bas
Pour l’article homonyme, voir Verseilles-le-Haut.
Verseilles-le-Bas est une commune française située dans le département de la Haute-Marne, en région Grand Est.

## Toponymie
- Vau superior, Vercilles-ou-Mont, Vercilles-le-Bas
- Vercilliae, Versalia, Verseilles superior, Verseilles inferior, Vercilles-au-Vaul
- Pouillés des XVe, XVIe et XVIIe siècles : Verseilles-Dessus, Verseilles-le-Bas
- Aujourd'hui : Verseilles-le-Haut et Verseilles-le-Bas

Les deux Verseilles doivent certainement leurs noms à leur situation :
- Versus solem, du latin versus, « terrain en pente » tourné (contre ou en face de) vers le soleil,

ou
- racine sigl, le marais, probablement gauloise. Les Verseilles avoisinent les marais de la Vingeanne, à comparer avec Versailleux (Ain), Versailles (Yvelines), Verseuil (Marne), Versillat [Saint-Agnant-de-] (Creuse)... localités entourées de marais[1].

## Géographie

### Localisation
Entre le Morvan et les Vosges, le rebord du plateau de Langres forme une crête abrupte qui domine la dépression de la Saône, le seuil de Bourgogne, point de passage entre les pays de la Seine et ceux de la Saône et du Rhône.

Le village de Verseilles-le-Bas est situé dans le Moge, contrée la plus fertile au sud de Langres, renommée pour ses prairies et ses vignes.

La superficie de la commune est de 158 hectares ; son altitude varie entre 310 et 431 mètres.

### Communes limitrophes

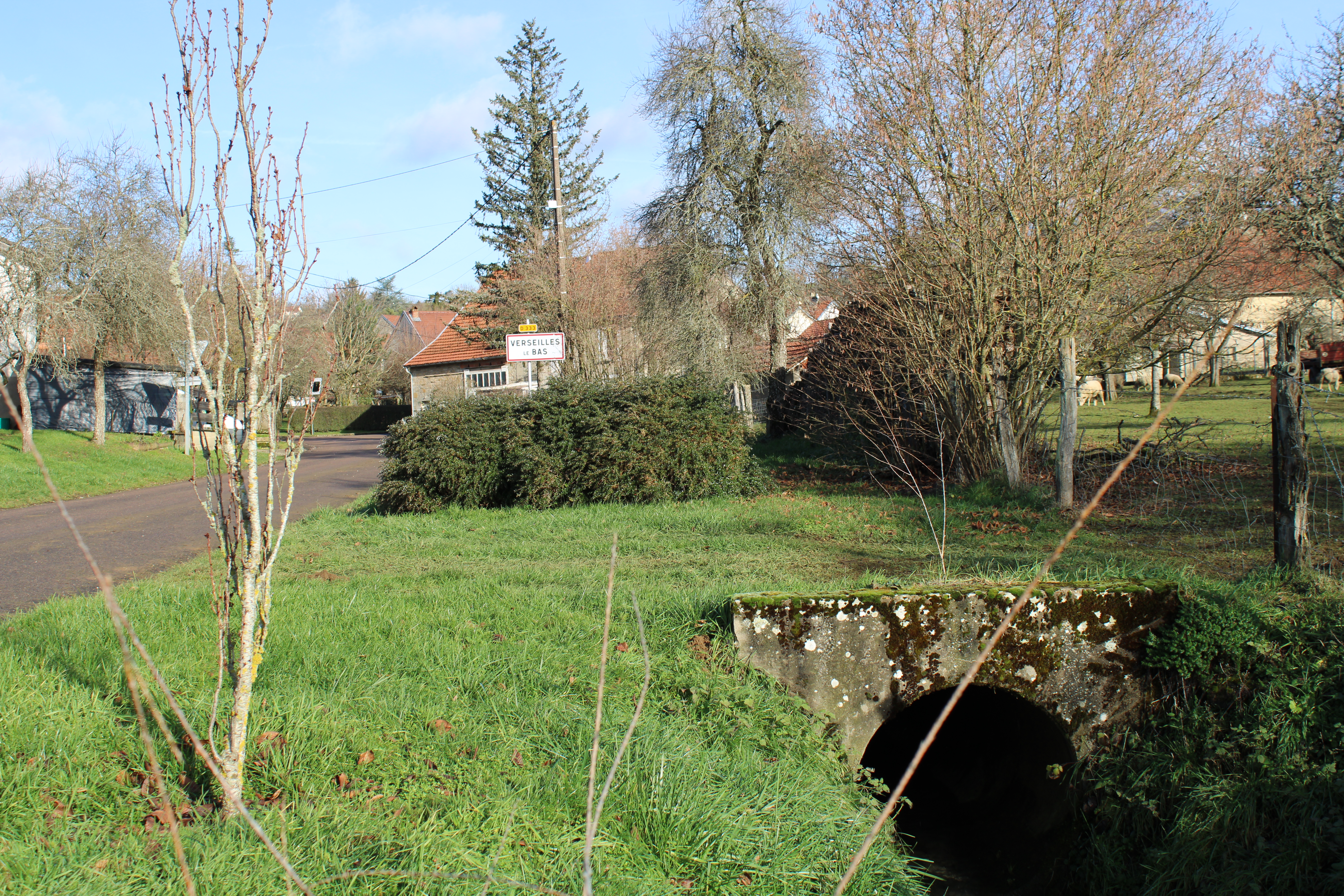
Entrée du village.

| Orcevaux | Verseilles-le-Haut |                |
|          | Verseilles-le-Bas  | Longeau-Percey |
| Baissey  | Prangey            |                |

### Géologie et relief[5]
Le rebord du plateau de Langres forme une crête abrupte qui domine la dépression tertiaire de la Saône et les terrains liasiques du Sud-Est. Ce plateau calcaire s'est formé par accumulation des sédiments au fond des mers de l'ère secondaire. Il émerge définitivement au début de l'ère tertiaire.

Le début de la surrection des chaînes montagneuses des Alpes et des Pyrénées se produit dès la période du Maastrichtien, il y a 65 millions d'années, avant de se poursuivre durant une partie de l'ère tertiaire. Ce phénomène cause dans la région :
- des failles lors de l'effondrement des fossés bressan et rhénan.
- un bombement du Seuil de Bourgogne.

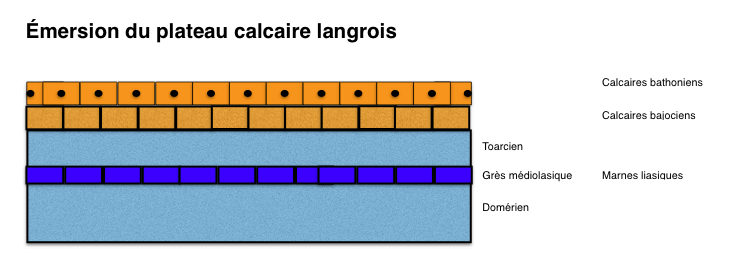
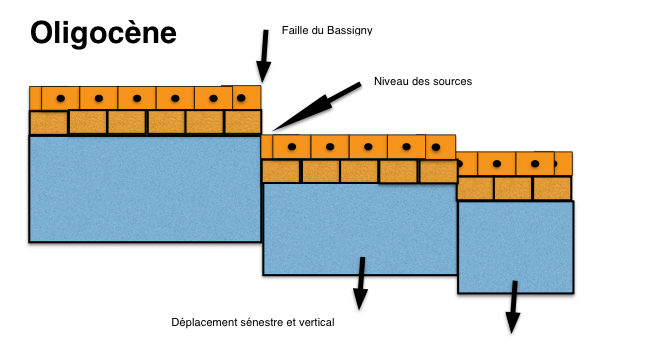
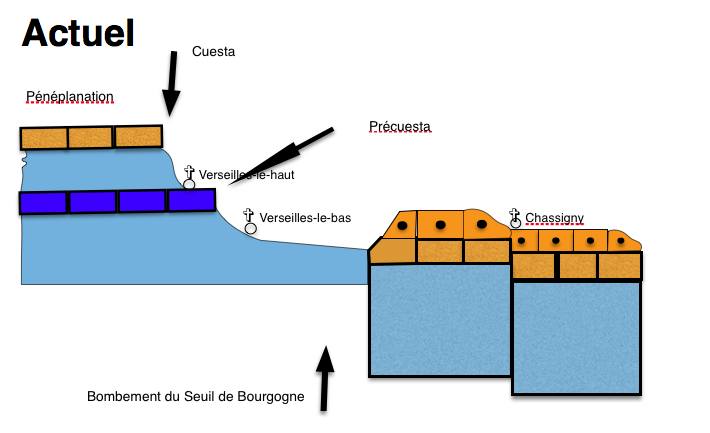

### Hydrographie
La commune est dans le bassin versant de la Saône au sein du bassin Rhône-Méditerranée-Corse. Elle est drainée par le ruisseau de Flagey,  un affluent de la Vingeanne.
Pour l’alimentation en eau potable, le village dépend de la nappe du Bajocien qui alimente la source des Viardes au débit assez important mais soumise aux variations saisonnières. Cette nappe est contenue dans des roches à fortes perméabilités fissurales et karstiques et se déverse à la base de la corniche calcaire, au contact des marnes sous-jacentes du Lias.

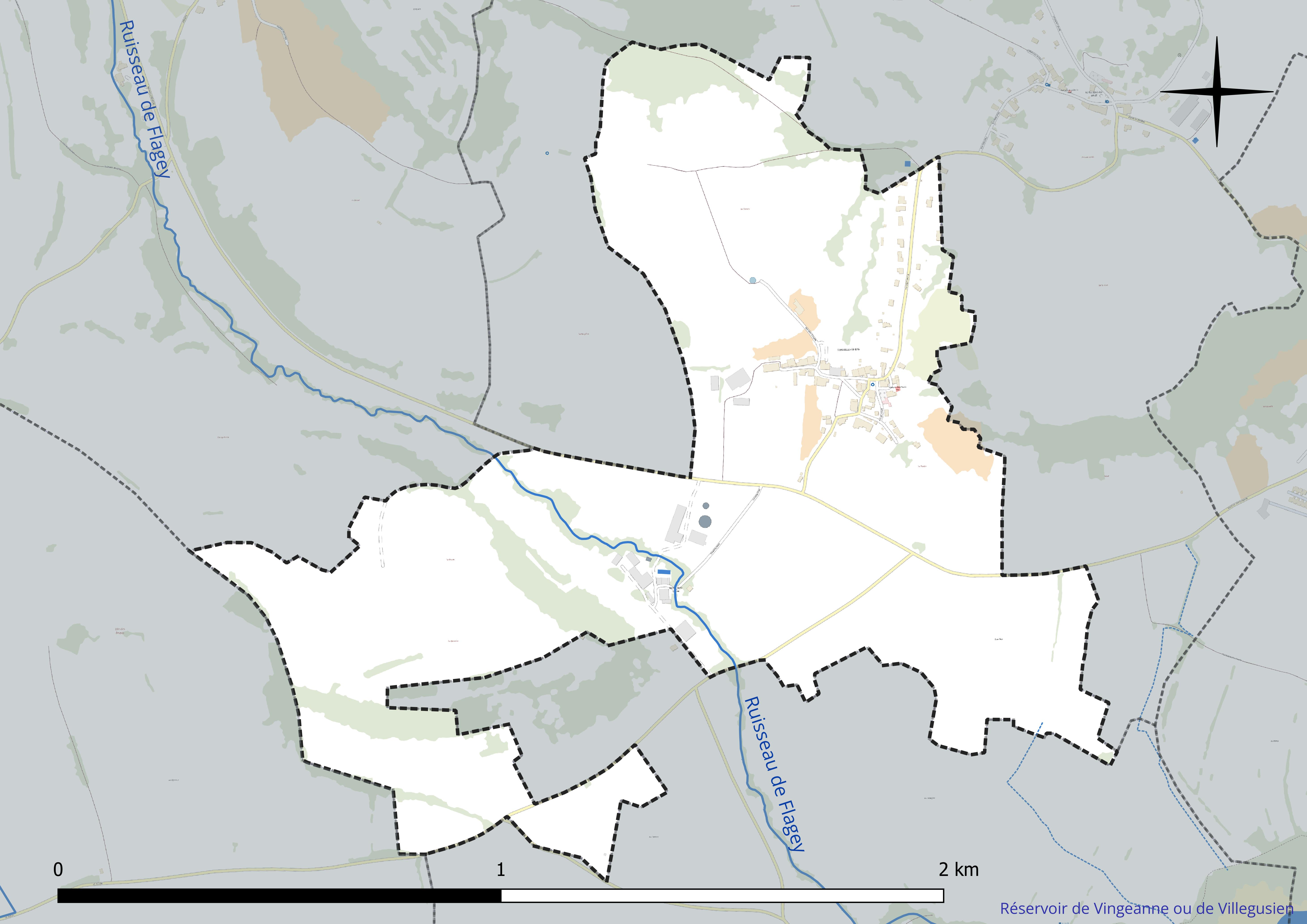
Réseau hydrographique de Verseilles-le-Bas.

### Climat
Pour des articles plus généraux, voir Climat du Grand Est et Climat de la Haute-Marne.
En 2010, le climat de la commune est de type climat des marges montargnardes, selon une étude du Centre national de la recherche scientifique s'appuyant sur une série de données couvrant la période 1971-2000. En 2020, Météo-France publie une typologie des climats de la France métropolitaine dans laquelle la commune est exposée à un climat océanique altéré et est dans la région climatique  Lorraine, plateau de Langres, Morvan, caractérisée par un hiver rude (1,5 °C), des vents modérés et des brouillards fréquents en automne et hiver. 
Pour la période 1971-2000, la température annuelle moyenne est de 10,3 °C, avec une amplitude thermique annuelle de 17,2 °C. Le cumul annuel moyen de précipitations est de 903 mm, avec 12,7 jours de précipitations en janvier et 8,5 jours en juillet. Pour la période 1991-2020, la température moyenne annuelle observée sur la station météorologique de Météo-France la plus proche, « Langres », sur la commune de Langres à 11 km à vol d'oiseau, est de 10,2 °C et le cumul annuel moyen de précipitations est de 896,1 mm. 
La température maximale relevée sur cette station est de 38,8 °C, atteinte le 25 juillet 2019 ; la température minimale est de −21,2 °C, atteinte le 2 février 1956,,. 
Les paramètres climatiques de la commune ont été estimés pour le milieu du siècle (2041-2070) selon différents scénarios d'émission de gaz à effet de serre à partir des nouvelles projections climatiques de référence DRIAS-2020. Ils sont consultables sur un site dédié publié par Météo-France en novembre 2022.

### Voies de communication et transports
Accès par :
- Verseilles-le-Haut en suivant la route départementale n° 333 de Longeau à Verseilles-le-Bas ;
- Autoroute A31, sortie n° 6 Langres-Sud en suivant la route départementale n° 6 qui traverse Flagey ;
- Longeau-Percey en suivant la route départementale n° 6 de Longeau à Bar-sur-Aube.

## Urbanisme

### Typologie
Au 1er janvier 2024, Verseilles-le-Bas est catégorisée commune rurale à habitat dispersé, selon la nouvelle grille communale de densité à sept niveaux définie par l'Insee en 2022.
Elle est située hors unité urbaine. Par ailleurs la commune fait partie de l'aire d'attraction de Langres, dont elle est une commune de la couronne,. Cette aire, qui regroupe 77 communes, est catégorisée dans les aires de moins de 50 000 habitants,.

### Occupation des sols
L'occupation des sols de la commune, telle qu'elle ressort de la base de données européenne d’occupation biophysique des sols Corine Land Cover (CLC), est marquée par l'importance des territoires agricoles (99,1 % en 2018), une proportion identique à celle de 1990 (99,1 %). La répartition détaillée en 2018 est la suivante : 
prairies (82,6 %), terres arables (16,5 %), forêts (0,9 %). L'évolution de l’occupation des sols de la commune et de ses infrastructures peut être observée sur les différentes représentations cartographiques du territoire : la carte de Cassini (XVIIIe siècle), la carte d'état-major (1820-1866) et les cartes ou photos aériennes de l'IGN pour la période actuelle (1950 à aujourd'hui).

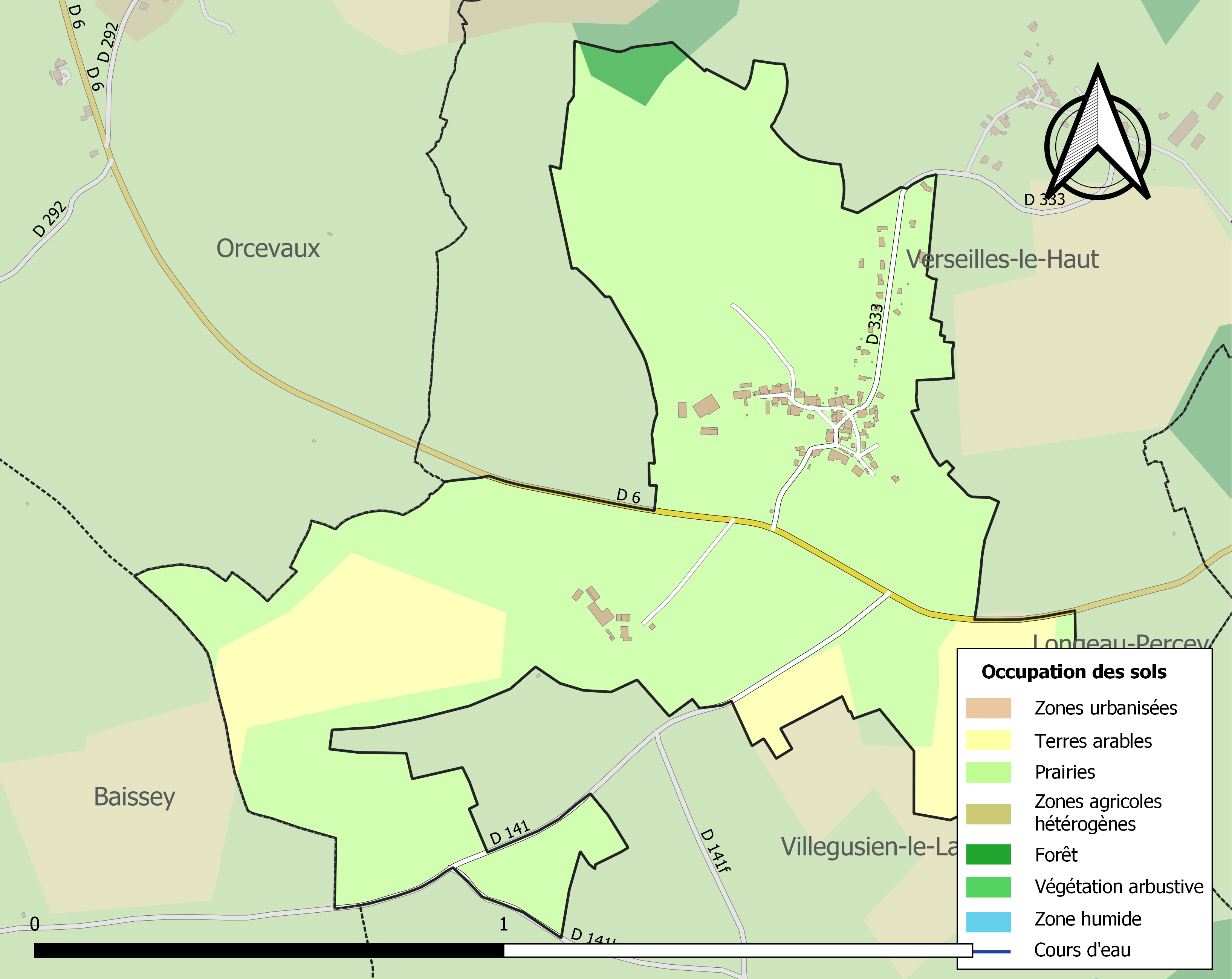
Carte des infrastructures et de l'occupation des sols de la commune en 2018 (CLC).

### Morphologie urbaine
- La commune de Verseilles-le-Bas était couverte par un Plan d'Occupation des Sols (POS) approuvé le 24 septembre 1990 et modifié le 23 mars 1994.
- Le POS a été abrogé le 9 juin 2006 et remplacé par une carte communale, révisée le 13 septembre 2007.

| Type d’occupation          | Pourcentage | Superficie (en hectares) |
| -------------------------- | ----------- | ------------------------ |
| Zone constructible occupée | 6,25 %      | 10                       |
| Zone constructible libre   | 12,50 %     | 20                       |
| Zone naturelle             | 81,25 %     | 130                      |

### Logement[18]
En 2017, le nombre total de logements dans la commune était de 45, alors qu'il était de 41 en 2007 et de 30 en 1990.
Parmi ces logements, 42 étaient des résidences principales, 2 des résidences secondaires et 1 logement vacant. Ces logements étaient tous des maisons individuelles.
La proportion des résidences principales, propriétés de leurs occupants était de 98 %.

## Histoire

### Avant l'Antiquité
Epipaléolithique-Mésolithique (- 8500 ans à - 7500 ans)
Des chasseurs-cueilleurs, vivant en petits groupes semi-nomades, s'abritant sous des tentes, des huttes, occupent le rebord du plateau, au lieu-dit les Druyes. Les quelque 8200 artefacts récoltés permettent de situer le site au Dryas III.

### Époque gallo-romaine
Lingones, peuple de la Gaule romaine, capitale Andemantunnum (Langres).

Une voie romaine descend du plateau, en limite de finage avec Baissey, au lieu-dit Chemin de Québelnot (ou Combelnot).

« Il existe entre le territoire de Verseilles-le-Bas et celui de Baissey un fragment d'ancienne chaussée qui passe dans ces pays par une voie romaine et qui porte le nom de Pierraillet. La combe où se trouve cette voie s'appelle Druit. Les anciens de la paroisse l'appelaient assez communément chemin de Paris. Cette chaussée commence à l'endroit où le chemin de Villegusien à Prangey traverse la route de Dijon, passe à Vesvres, coupe le chemin de Verseilles-le-Bas à Baissey et se dirige vers Perrogney.»

François–Benjamin Compagnot (curé des Verseilles de 1843 à 1861).

### Ancien Régime
Verseilles-le-Bas et Verseilles-le-Haut, qui ne formaient qu'une seule et même seigneurie, ressortissaient à la généralité de Champagne, à l'élection et au bailliage de Langres. L'évêque y avait toute justice et y percevait les dîmes de blé. La justice relevait de la prévôté épiscopale de Baissey...* Site de la commune
Un épisode de la guerre de Trente Ans.
13 juin 1642 - Trois cents Allemands et Comtois, troupes ralliées à Charles IV, duc de Lorraine, tentent de piller Longeau. Les habitants ayant sonné le tocsin, les villages voisins accourent pour couper la retraite aux pillards : "mais malheureusement ils attaquèrent en plaine et enveloppés par la cavalerie ils perdirent plus de trente des leurs, entr'autres le curé de Brennes [Thomas Gueniot] et celui de Verseilles [Claude Lamy] qui s'étaient mis à la tête de leurs paroissiens."

### Carte de Cassini
|  |

La carte de Cassini ci-dessus montre qu'au XVIIIè siècle, Verseilles-le-Bas, qui s'appelait alors Bas-Verseilles, est une paroisse.

Au sud, le terroir est traversé par le Ruisseau de Flagey qui est un affluent de La Vingeanne. Sur ce ruisseau, une roue dentée symbolise le Moulin de La Lône dont les bâtiments existent encore de nos jours sous le nom de Moulin de La Laune.

### 1870-1871
31 juillet 1870 - En réponse à la lettre de M. le préfet demandant de voter une somme destinée au soulagement des soldats blessés à la guerre qui va commencer entre la France et la Prusse, le conseil municipal, vu les modiques ressources de Verseilles-le-Bas, ne peut voter qu'une faible somme de cinquante francs.

16 octobre 1870 - Conformément à la circulaire préfectorale, le conseil municipal vote la somme de soixante francs à l'effet d'habiller un garde national mobilisé.

Le 16 décembre 1870, lors du combat de Longeau, une colonne de la brigade prussienne von der Goltz passa par le village et procéda à quelques réquisitions : 6 vaches, 2 400 kg d'avoine, 60 kg de café, 60 kg de sel, 600 kg de pois ou haricots, 1 200 l de vin, 900 kg de farine, 2 000 kg de paille et 45 peupliers, plus quelques volailles volées.
Le 16 janvier 1871, lors du passage de la 14e division du VIIe corps, les troupes allemandes réquisitionnèrent cette fois : 4 vaches, 9 moutons, 1 800 kg d'avoine, 600 kg de paille, 6 stères de bois avec 80 fagots, 1 200 l de vin et 40 kg de sel.
Le 26 janvier 1871, le chef de bataillon Auguste Gauthier, commandant le 1er bataillon des francs-tireurs de l'Égalité de Marseille, réquisitionne un attelage à un cheval pour le transport de vivres de Verseilles à Pierrefontaine puis de cette localité à Aujeurres. Cette réquisition sera approuvée par le colonel Lobbia commandant la 2e brigade de l'Armée des Vosges.
C'est d'Aujeurres, le 28 janvier, que  partira Lobbia pour livrer une des dernières attaques de toute la guerre : le combat de Prauthoy.
Le 30 janvier 1871, sous les ordres du Cdt de Quinet, un détachement de la 6e compagnie du 3e bataillon de la Garde nationale mobile de la Haute-Marne réquisitionne 120 kg de paille et 3 stères de bois.

## Population et société

### Démographie

#### Évolution démographique
L'évolution du nombre d'habitants est connue à travers les recensements de la population effectués dans la commune depuis 1793. Pour les communes de moins de 10 000 habitants, une enquête de recensement portant sur toute la population est réalisée tous les cinq ans, les populations de référence des années intermédiaires étant quant à elles estimées par interpolation ou extrapolation. Pour la commune, le premier recensement exhaustif entrant dans le cadre du nouveau dispositif a été réalisé en 2006.

En 2022, la commune comptait 111 habitants, en évolution de +7,77 % par rapport à 2016 (Haute-Marne : −4,62 %, France hors Mayotte : +2,11 %).
| 1793 | 1800 | 1806 | 1821 | 1831 | 1836 | 1841 | 1846 | 1851 |
| ---- | ---- | ---- | ---- | ---- | ---- | ---- | ---- | ---- |
| 130  | 132  | 145  | 116  | 108  | 106  | 102  | 105  | 96   |

| 1856 | 1861 | 1866 | 1872 | 1876 | 1881 | 1886 | 1891 | 1896 |
| ---- | ---- | ---- | ---- | ---- | ---- | ---- | ---- | ---- |
| 105  | 113  | 122  | 116  | 113  | 114  | 115  | 113  | 91   |

| 1901 | 1906 | 1911 | 1921 | 1926 | 1931 | 1936 | 1946 | 1954 |
| ---- | ---- | ---- | ---- | ---- | ---- | ---- | ---- | ---- |
| 79   | 67   | 72   | 68   | 72   | 62   | 69   | 62   | 53   |

| 1962 | 1968 | 1975 | 1982 | 1990 | 1999 | 2006 | 2011 | 2016 |
| ---- | ---- | ---- | ---- | ---- | ---- | ---- | ---- | ---- |
| 66   | 68   | 68   | 97   | 100  | 104  | 103  | 101  | 103  |

| 2021 | 2022 | - | - | - | - | - | - | - |
| ---- | ---- | - | - | - | - | - | - | - |
| 108  | 111  | - | - | - | - | - | - | - |

#### Pyramide des âges
La population de la commune est relativement jeune.
En 2018, le taux de personnes d'un âge inférieur à 30 ans s'élève à 32,0 %, soit au-dessus de la moyenne départementale (31,0 %). À l'inverse, le taux de personnes d'âge supérieur à 60 ans est de 22,3 % la même année, alors qu'il est de 31,8 % au niveau départemental.
En 2018, la commune comptait 55 hommes pour 47 femmes, soit un taux de 53,92 % d'hommes, largement supérieur au taux départemental (48,98 %).
Les pyramides des âges de la commune et du département s'établissent comme suit.
| Hommes | Classe d’âge | Femmes |
| ------ | ------------ | ------ |
| 0,0    | 90 ou +      | 0,0    |
| 8,9    | 75-89 ans    | 4,3    |
| 12,5   | 60-74 ans    | 19,1   |
| 30,4   | 45-59 ans    | 38,3   |
| 12,5   | 30-44 ans    | 10,6   |
| 23,2   | 15-29 ans    | 12,8   |
| 12,5   | 0-14 ans     | 14,9   |

| Hommes | Classe d’âge | Femmes |
| ------ | ------------ | ------ |
| 0,8    | 90 ou +      | 2,5    |
| 8,7    | 75-89 ans    | 12     |
| 20,5   | 60-74 ans    | 21,2   |
| 20,5   | 45-59 ans    | 20     |
| 16,8   | 30-44 ans    | 15,8   |
| 16,5   | 15-29 ans    | 13,6   |
| 16,2   | 0-14 ans     | 14,9   |

### Santé
La commune voisine de Longeau-Percey dispose d'une maison de santé regroupant les médecins et personnel para-médical du canton.

## Économie

### Emploi
En 2017, la population active âgée de 15 à 64 ans s'élevait à 70 personnes (76 en 2012), parmi lesquelles on comptait 64 personnes ayant un emploi et 6 chômeurs.

### Secteur primaire ou Agriculture
Verseilles-le-Bas compte deux exploitations agricoles, l'une d'élevage bovin laitier et l'autre d'élevage bovin viande.

### Secteur secondaire ou Artisanat et industrie
Verseilles-le-Bas compte une exploitation artisanale de taxi.

### Secteur tertiaire ou activités de service
Verseilles-le-Bas compte une locations de vacances Gîtes de France.

## Culture locale et patrimoine

### Lieux et monuments

#### L'église Saint-Martin
L'église, dédiée à saint Martin, était une succursalede Baissey du doyenné de Langres; puis, au XVIIe siècle devint succursale de Verseilles-le-Haut. Elle est érigée en chapelle de secours par le décret impérial du 25 août 1866 : "Le culte y sera célébré sous la direction du desservant de l’église succursale de Verseilles-le-haut et sous l’administration de la fabrique de cette église"

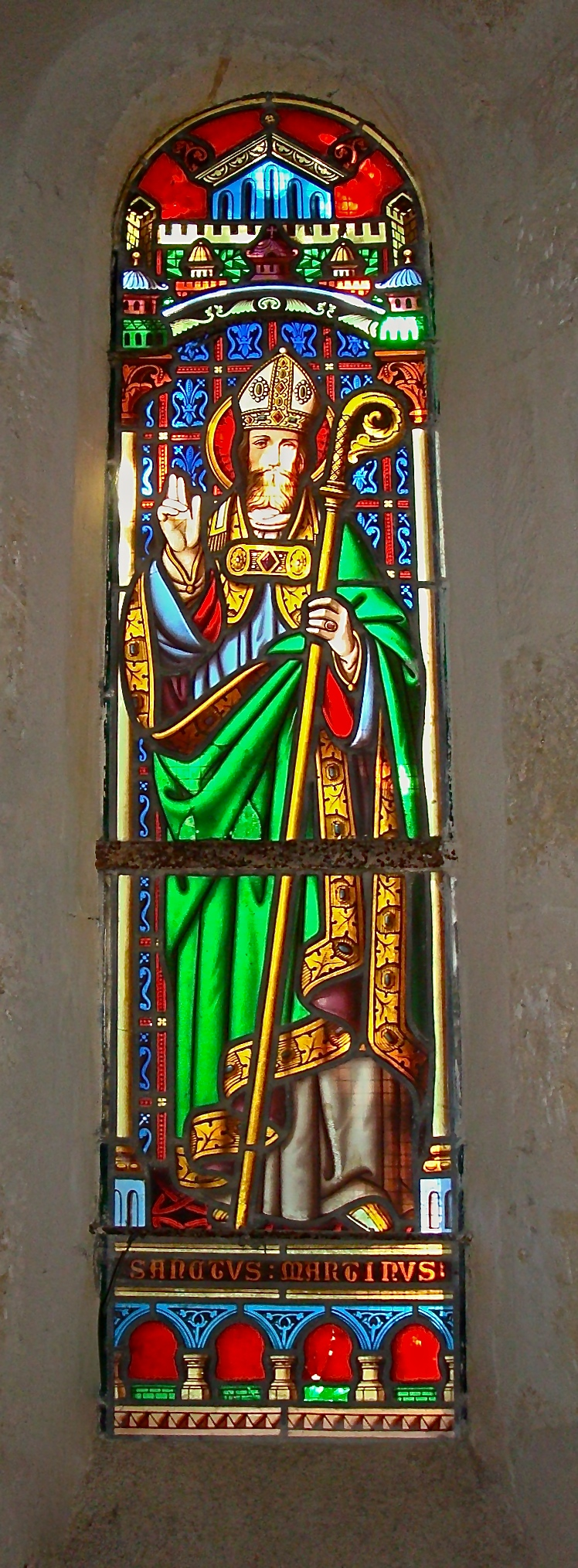
Saint Martin en évêque,
vitrail de l'église de Verseilles-le-Bas.

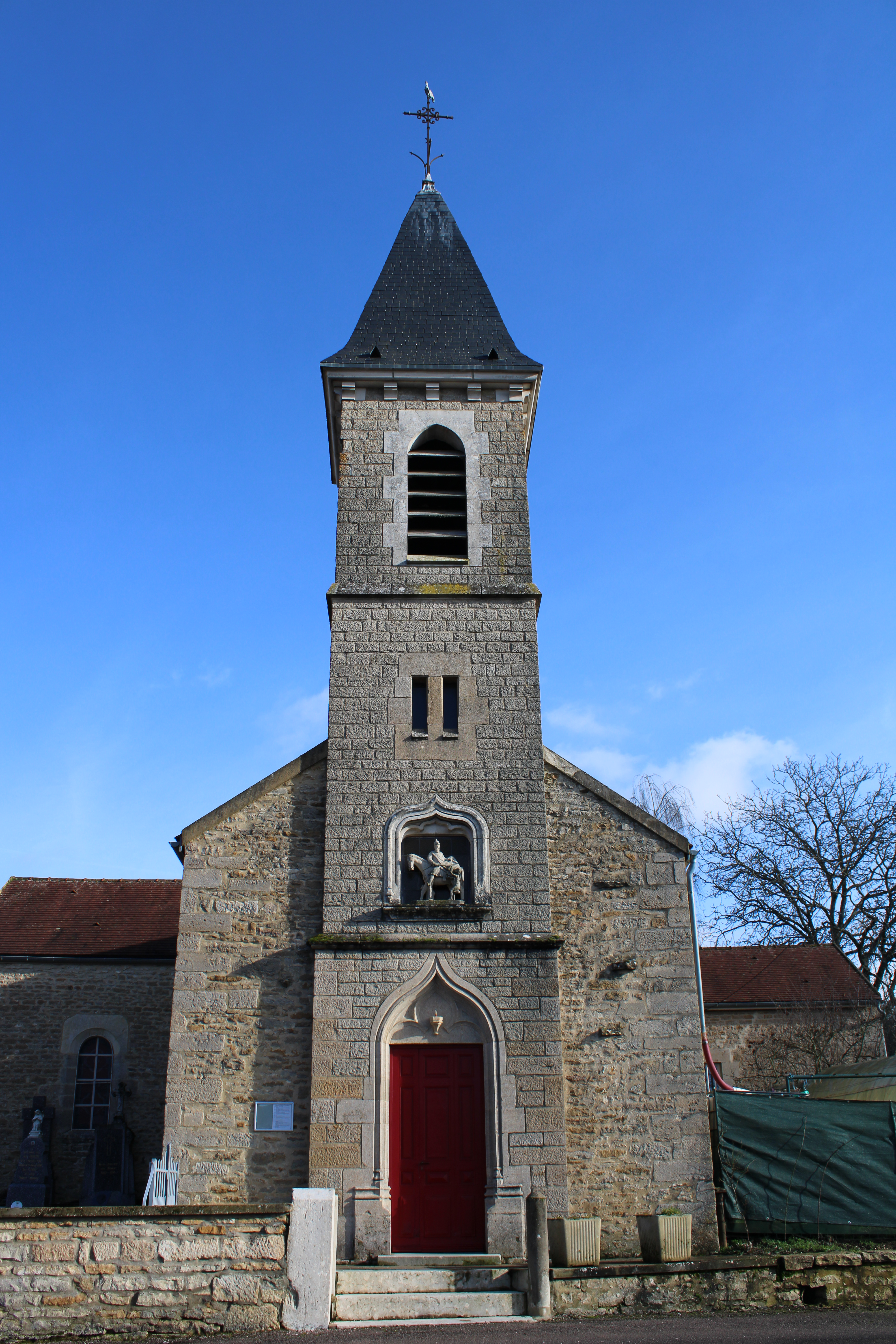
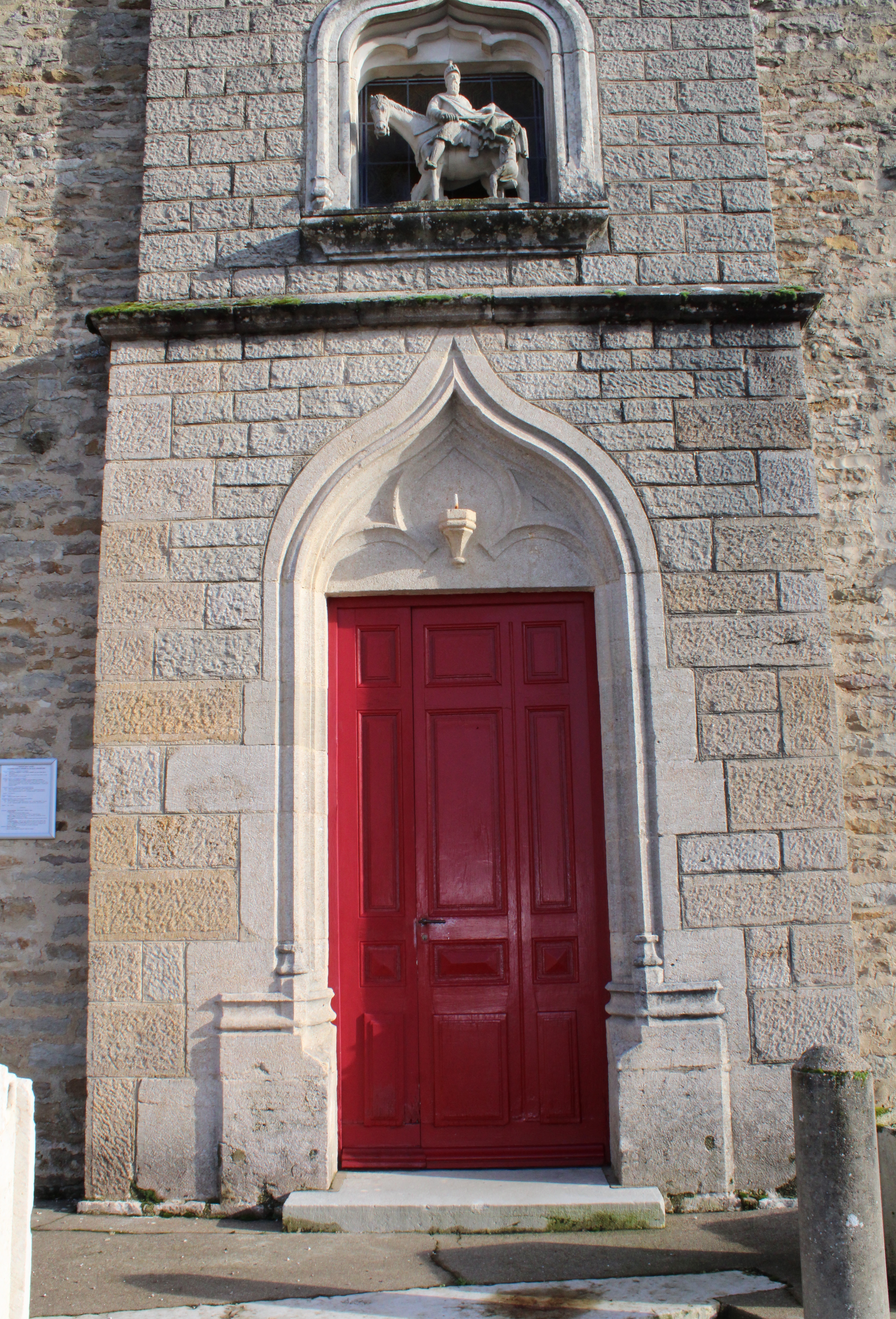
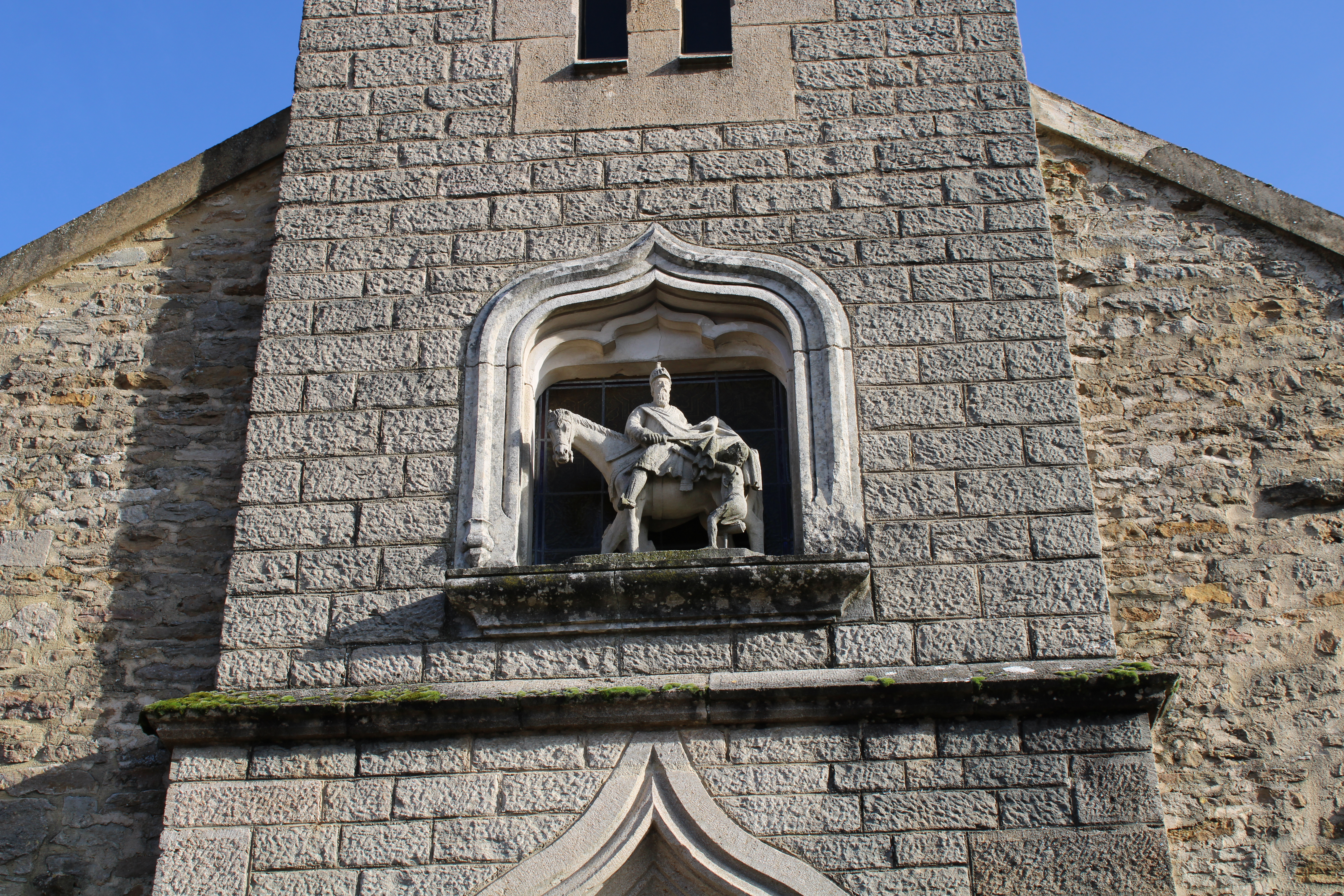

##### Les cloches
- La grosse cloche porte l'inscription suivante :

J'AI ETE FONDUE L'AN 1904

MR ADOLPHE CLERC ETANT CURE DES VERSEILLES

J'AI ETE BENITE EN L'HONNEUR DE ST MARTIN DE STE MARTHE ET DE LA STE VIERGE

PAR MR HENRI MOLIARD CURE DE RICHEBOURG

J'AI EU POUR PARRAIN EMILE TRINQUESSE EPOUX DE DAME MARIE JOURDHEUIL

J'AI EU POUR MARRAINE MARTHE DELANNE FILLE DE SEBASTIEN DELANNE

♰

CH.MARTIN FONDEUR A NANCY
- La petite cloche porte l'inscription suivante :

J'AI ETE FONDUE L'AN 1904

MR ADOLPHE CLERC ETANT CURE DES VERSEILLES

J'AI ETE BENITE EN L'HONNEUR DE STJOSEPH ET DE STE ELISABETH

PAR MR HENRI MOLIARD CURE DE RICHEBOURG

J'AI EU POUR PARRAIN THEOPHILE MOLIARD EPOUX DE DAME AMELIE GAGNOT

ET POUR MARRAINE VICTORINE PETITOT EPOUSE DE LOUIS CAMUS

♰

CH.MARTIN FONDEUR A NANCY

#### Monument aux morts

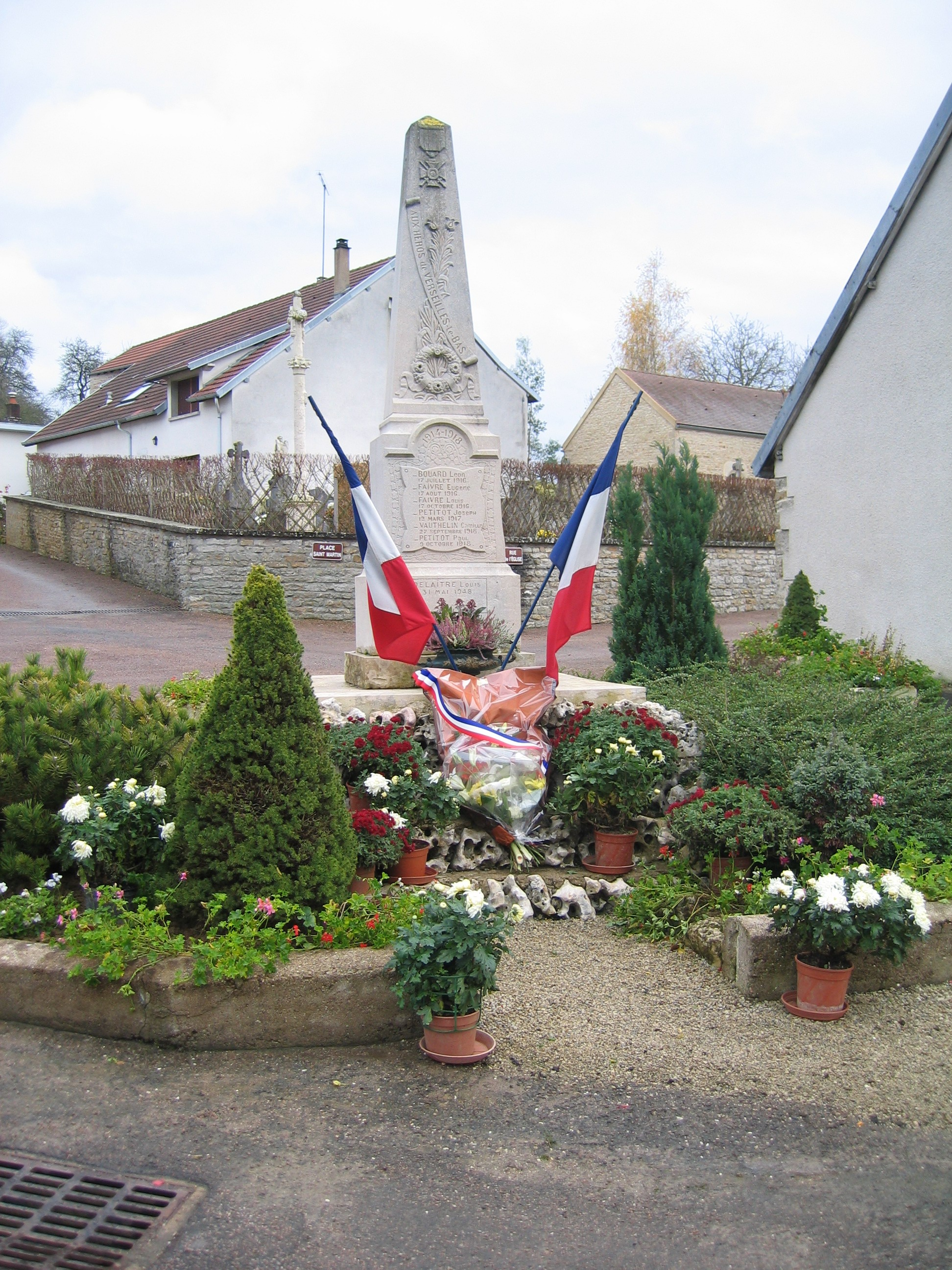

Le 1er février 1920, le conseil municipal décide de l'ouverture d'un crédit pour l'érection d'un monument des enfants de la commune morts pour la patrie et vote la somme de quinze cents francs. De plus une souscription sera faite dans la commune. Douze cent vingt deux francs seront collectés et placés pour l'an en bons de la défense nationale.

Sur le monument sont inscrits pour 1914-1918 les noms de Camille Vauthelin, Paul Petitot, Louis Faivre, Eugène Faivre, Léon Bouard, Joseph Petitot et pour l'Indochine Louis Delaitre.

En 2012, lors de l'aménagement de la place Saint-Martin, le monument est déplacé et mis en valeur.